# Andrzej Ryński (polityk)
Andrzej Wiesław Ryński (ur. 5 lutego 1958 w Reszlu) – polski polityk, samorządowiec, w latach 1994–1998 prezydent Olsztyna, w latach 1999–2006 marszałek województwa warmińsko-mazurskiego.

## Życiorys
Ukończył studia wyższe na kierunku nauk politycznych, następnie studia podyplomowe w zakresie integracji europejskiej na Uniwersytecie Warmińsko-Mazurskim w Olsztynie.
W okresie PRL był działaczem Związku Młodzieży Wiejskiej oraz PZPR. W latach 90. należał do założycieli regionalnych struktur Socjaldemokracji RP, a następnie Sojuszu Lewicy Demokratycznej. Należał do Stowarzyszenia Ordynacka.
W latach 90. prowadził działalność gospodarczą, m.in. był współudziałowcem, a przez pewien czas również pełnił obowiązki prezesa zarządu spółki prawa handlowego „Alen”. Od 1994 do 1998 sprawował urząd prezydenta Olsztyna. W 1998 i 2002 uzyskiwał mandat radnego sejmiku warmińsko-mazurskiego. Od 1999 do 2006 był marszałkiem tego województwa. W wyborach parlamentarnych w 2005 bezskutecznie kandydował do Sejmu. W 2006 po raz trzeci uzyskał mandat radnego województwa, został też wiceprzewodniczącym sejmiku. W styczniu 2007 objął stanowisko prezesa zarządu Przedsiębiorstwa Gospodarki Miejskiej Sp. z o.o. w Olsztynie, a w październiku po raz kolejny ubiegał się o mandat poselski. W 2010 utrzymał mandat radnego na kolejną kadencję. W 2011 bez powodzenia kandydował w wyborach parlamentarnych, a w 2014 na prezydenta Olsztyna.
Obejmował funkcje prezesa Związku Województw RP, prezesa Ochotniczej Straży Pożarnej na Warmii i Mazurach oraz prezesa Stowarzyszenia Samorządowego „Wspólnota Terytorialna”. Był członkiem Komisji Wspólnej Rządu i Samorządu Terytorialnego, członkiem polskiej delegacji do Komitetu Regionów Unii Europejskiej w Brukseli i wiceprzewodniczącym SLD.
W 2001 otrzymał Krzyż Kawalerski Orderu Odrodzenia Polski.

## Życie prywatne
Żonaty (żona Danuta), ma syna Mateusza.